# Acronicta bellula
Acronicta bellula là một loài bướm đêm thuộc họ Noctuidae. Nó được tìm thấy ở bán đảo Triều Tiên, miền bắc Trung Quốc, đông bắc Mông Cổ, vùng Viễn Đông Nga (Primorye, miền nam Khabarovsk, miền nam vùng Amur) và miền nam Ngoại Baikal.